# (32856) 1992 SA25
(32856) 1992 SA25 là một tiểu hành tinh vành đai chính. Nó được phát hiện bởi Henry E. Holt ở Đài thiên văn Palomar ở Quận San Diego, California, ngày 30 tháng 9 năm 1992.